# Szymon Golec
Szymon Golec (ur. 2002 w Krakowie) – kompozytor elektroakustyczny, instrumentalista, producent muzyki eksperymentalnej i wokalista.

## Życiorys
W 2018 był laureatem dwóch ogólnopolskich konkursów kompozytorskich. W 2024 ukończył studia licencjackie z kompozycji na Akademii Muzycznej im. Krzysztofa Pendereckiego w Krakowie, w klasie Marcela Chyrzyńskiego. W tym samym roku podjął studia magisterskie z kompozycji na Akademii Muzycznej w Krakowie.
Tworzył muzykę instrumentalną i elektroakustyczną. Interesował się sztukami wizualnymi, multimediami, symbolami, generatywnością, żydowskim mistycyzmem, psychologią i duchowością. Tworzy „intymne światy dźwiękowe”. Wśród jego zainteresowań są projektowanie dźwięku, muzyka elektroakustyczna, akustyczna i improwizowana.
W 2025 otrzymał wyróżnienie podczas 8. Międzynarodowego Konkursu dla Młodych Kompozytorów im. Krzysztofa Pendereckiego organizowanego przez Związek Kompozytorów Polskich – oddział krakowski za kompozycję „Beyond the Veil of Shadows” na klarnet, wiolonczelę i fortepian. Również w 2025 został rezydentem międzynarodowego festiwalu muzyki nowej Ostrava Days. W maju 2025 wystąpił wraz z SEx Ensemble podczas 37. Krakowskiego Międzynarodowego Festiwalu Kompozytorów. W lipcu 2025 Cracow Guitar Quartet wykonał na zamku w Niepołomicach jego utwór Harfy Dawidowe.
Szymon Golec wydał dwa albumy studyjne i jeden singiel nakładem wydawnictwa Elektramusic. Określany był jako „działacz żydowski”.

## Dyskografia

### Albumy studyjne
- Bathyscaphe (2022)[7]
- Symbols and Visions (2023)[8]

### Single
- Shekhinah, na zespół kameralny i elektronikę (2024)[9]